# Śródmieście (Varsavia)
Śródmieście ("centro cittadino") è la frazione centrale della città di Varsavia. Ha un'area di 15,57 km2 e nel 2021 la sua popolazione era di 113 338 abitanti. Śródmieście si divide in 8 sub-frazioni: la Città Vecchia (Stare Miasto), la Città Nuova (Nowe Miasto), Muranów, Śródmieście Północne, Śródmieście Południowe, Powiśle, Solec e Ujazdów.
La zona è la sede dei più importanti uffici nazionali e municipali, e il centro degli affari di Varsavia. Vi si trovano i più alti istituti di istruzione, tra cui l'Università di Varsavia, e vari teatri.
Diverse importanti attrazioni turistiche di Varsavia si trovano in questa frazione, come il Palazzo della Cultura e della Scienza, Varso Tower (310 metri, l'edificio più alto della Polonia e dell'Unione Europea), la strada più stretta della città (5,3 metri), la più antica università (1809), il più antico parco pubblico (aperto nel 1772), la Colonna di Sigismondo (1644) e il Castello Reale di Varsavia (XIII secolo). 
Aleksander Ferens è il sindaco dal 2019.